# Liste der Kulturdenkmale in Döbritschen
In der Liste der Kulturdenkmale in Döbritschen sind alle Kulturdenkmale der thüringischen Gemeinde Döbritschen (Landkreis Weimarer Land) und ihrer Ortsteilen aufgelistet (Stand: 26. April 2012).

## Döbritschen
Denkmalensemble
| Bild                                    | Bezeichnung                                                     | Lage                          | Datierung | Beschreibung | ID |
| --------------------------------------- | --------------------------------------------------------------- | ----------------------------- | --------- | ------------ | -- |
| Direkt Bild zu diesem Denkmal hochladen | Reste der ehemaligen Befestigungsanlage aus dem 12. Jahrhundert | Koordinaten fehlen! Hilf mit. |           |              |    |

Einzeldenkmal
| Bild                           | Bezeichnung | Lage    | Datierung | Beschreibung | ID |
| ------------------------------ | ----------- | ------- | --------- | ------------ | -- |
| weitere Bilder Fotos hochladen | Kirche      | (Karte) |           |              |    |

## Vollradisroda
Einzeldenkmal
| Bild                                    | Bezeichnung                                   | Lage     | Datierung | Beschreibung | ID |
| --------------------------------------- | --------------------------------------------- | -------- | --------- | ------------ | -- |
| Direkt Bild zu diesem Denkmal hochladen | Gedenkstätte für drei unbekannte KZ-Häftlinge | Friedhof |           |              |    |

## Quelle
- Denkmalliste Landkreis Weimarer Land. (PDF; 929 kB) weimarerland.de